# Músculo ilíaco
Músculo ilíaco é um músculo chato, de formato triangular, localizado na fossa ilíaca. Forma a porção lateral do músculo íliopsoas.

## Origem e Inserção
Origina-se nas seguintes estruturas:
- Osso Ílio (terços superiores da face denominada fossa ilíaca);
- Crista ilíaca;
- Asa do osso sacro; e
- Ligamentos sacroilíacos anteriores.

Insere-se em conjunto com o músculo psoas maior) no trocânter menor do osso Fêmur.

## Funções principais
Flexiona a coxa no nível do quadril e estabiliza a articulação do quadril. Atua em conjunto com o músculo psoas maior.
1. 1 2 3  Netter, Frank H. (2014). Atlas of human anatomy Sixth edition ed. Philadelphia, PA: Saunders/Elsevier. p. 285, Table 5-1, 477, 483-485, Table 7-3. ISBN 978-1-4557-0418-7